# Enric VI de Caríntia
Enric VI de Caríntia i IV de Sponheim (al voltant de 1065-1070, † 14 de desembre de 1123) del llinatge de Sponheim (Sponheimer) va ser duc de Carinthia i marcgravi de Verona (1122-1123).
Era fill del comte Engelbert I de Sponheim i Hedwiga de Saxònia, filla del duc Bernat II. Després de la mort del seu padrí (no oncle) el duc Enric V de Caríntia, l'últim Eppensteiner, va heretar de 1122, el ducat i la dignitat de marcgrave, sense els rics béns alodials que va recaure en els Traungauer o Ottokars d'Estíria. (Això va portar, per exemple, la "província Graslupp", és a dir el conjunt de la Neumarkter i la zona de Sankt Lambrecht, i la regió de Murau. que havia estat de Caríntia (comtat de Friesach) a Estíria. El marcgraviat d'Estíria va ser però només aliat amb el ducat de Caríntia.
Henry va morir un any després de la seva arribada al poder, el 1123 Va ser succeït pel seu germà Engelbert de Caríntia (també conegut com a Engelbert II d'Ístria i Engelbert I de Carniola).

## Biografia
- Friedrich Hausmann: Die Grafen zu Ortenburg und ihre Vorfahren im Mannesstamm, die Spannheimer in Kärnten, Sachsen und Bayern, sowie deren Nebenlinien, a: Ostbairische Grenzmarken - Passauer Jahrbuch für Geschichte Kunst und Volkskunde, Nr. 36, Passau 1994
- Walter Brunner: Das Werden der Landesgrenze gegen Kärnten und Salzburg in: Das Werden der Steiermark, Verlag Styria, Graz 1980
- Dr. Eberhard Graf zu Ortenburg-Tambach: Geschichte des reichsständischen, herzoglichen und gräflichen Gesamthauses Ortenburg, Vilshofen 1932